# Катержина Тучкова
Катержина Тучкова (на чешки: Kateřina Tučková) е чешка писателка, драматург, историк на изкуството, преводач, куратор, и през 2015 – 2018 г. програмен директор на фестивала Meeting Brno.

## Биография и творчество
Катержина Тучкова е родена на 31 октомври 1980 г. в Бърно, Чехословакия. Има три сестри. Когато е дете баща ѝ се самоубива. Част от детството си прекарва с майка си в южноморавското село Мутнице и в град Куржим. Следва история на изкуството и чехистика във Факултета по изкуствата на Масариковия университет в Бърно.
След дипломирането си работи като куратор и ръководи галерия ARSkontak в Бърно. Галерията се фокусира върху най-младото поколение художници (2004 – 2006) и ежегодно организира национална експозиция на млади художници, свързана с наградата ARSkontakt (2004 – 2011). По-късно в периода 2010 – 2018 г. е уредник на изложбена зала „Хрудим“ и продължава да работи с редица частни и обществени галерии.
Прави литературния си дебют през 2006 г. с разказа „Montespaniáda”. Докато живее в района на улица „Джейл“ в Бърно, често наричан „Бърно Бронкс“ заради голяма ромска общност в него, се интересува от историята на тази част на града, което я вдъхновява за темата на романа ѝ „Изгонването на Герта Шнирх“ (Vyhnání Gerty Schnirch). През май 1945 г. германските семейства са изгонени от там и включени в т. нар . марш на смъртта в Бърно довел до смъртта на, жени, деца и стари хора. Лично участва във възпоменателния процес за тези изгнаници и заявява, че тази дейност ѝ е помогнала в творчеството. Романът ѝ „Изгонването на Герта Шнирх“ е издаден през 2009 г.и представя историята на момиче от местно чешко-германско семейство. За книгата получава наградата на читателите на Книжния клуб „Магнезия Литера“ за 2010 г. и е номинирана за други награди. През 2015 г. участва в събитието „Година на помирението“, на което град Бърно за първи път официално се извинява за нечовешкото експулсиране на германците през 1945 г. по повод 70-годишнината от края на войната.
През 2012 г. е издаден романът ѝ „Богините от Житкова“. В него отново се фокусира върху чешката история, представяйки историята на изключителната лечителска общност в Белите Карпати, която е далеч от съвременния начин на живот, а някои жени са съхранили загубени познания и интуиция. Тази общност оцелява след съдебните процеси за вещици от 17-ти век, репресиите срещу църквата и съдебните дела през 19-ти век, както и периода на тоталитаризма на протектората, но в крайна сметка е премахната от комунистическия режим. Романът получава литературната награда „Йозеф Шкворецки“, наградата за чешки бестселър, наградата на читателите „Магнезия Литера“ и наградата „Чешка книга“ в категорията „Награда на читателите“. Адаптирана е за театъра и се изпълнява от Градския театър на Злин.
Авторка е на редица професионални публикации в областта на чешкото изобразително изкуство и на биографични изследвания на чешки художници. През 2014 г. получава докторска степен от Института по история на изкуствата към Факултета по изкуствата на Карловия университет в Прага, като защитава дисертация на тема „Radar Group” – творческа група автори от периода 1960-1967 г. През 2015 г. превежда романа на словашката писателка Вероника Шикулова „Места в мрежата“.
В периода 2015-2018 г. е програмен директор на мултижанровия фестивал „Meeting Brno”, който се фокусира върху дискусии на актуални и исторически централноевропейски теми и тяхната художествена концепция. Фестивалът се провежда ежегодно в края на май и предлага платформа за среща на представители на различни възгледи, култури и религии.
Обръща се към драматургията през 2018 г. с оригиналната си театрална пиеса „Vitka”, базирана на живота на първата чешка композиторка и диригент Витезслава Капралова. Пиесата е номинирана за наградата на критиката за продукция на годината. Прави и драматизация на романа на австрийския писател Роберт Шнайдер, „Брат на съня“.
Тя си сътрудничи със списанията Respekt, Salon – културна добавка към всекидневника Právo, Deník N, Tvar, Literární noviny и Weles. Не си сътрудничи с медиите, които са част от издателската империя на министър-председател на Чешката република Андрей Бабиш, тъй като смята това за конфликт на интереси и нарушение на ценностите на едно демократично общество.
През 2017 г. писателката е удостоена с Наградата за свобода, демокрация и права на човека за изключителен принос към отразяването на съвременната история от Института за изследване на тоталитарните режими. През 2018 г. получава италианската награда „Салернска книга на Европа“ (Salerno Libro d'Europa) за цялостно творчество. През 2019 г. получава наградата на град Бърно за литературна дейност и медал от Масариковия университет.
Катержина Тучкова живее в Бърно и Прага.

## Произведения

### Самостоятелни романи
- Vyhnání Gerty Schnirch (2009) – награда на читателите „Магнезия Литера“[1][2][3][4][5]
- Žítkovské bohyně (2012) – награда на читателите „Магнезия Литера“, награда „Йозеф Шкворецки“[1][2][3][4]
Богините от Житкова, изд.: ИК „Парадокс“, София (2016), прев. Анжелина Пенчева
- Bílá Voda (2022)

### Разкази
- Montespaniáda (2006)[1][2][3][4]
- Poslední večer in: Ty, která píšeš, Čítanka současné české ženské prózy (2008)
- Cesta (2014) – в „Miliónový časy. Povídky pro Adru”
- Fajnová frajlenka (2020) – в „Krvavý Bronx”

### Пиеси
- Vitka (2018)[1][2][3][4]
- Bratr spánku (2018) – драматизация на романа Schlafes Bruder на австрийския автор Роберт Шнайдер

### Документалистика
- Michael Rittstein – Práce na papíře (2005)[1][2][3][4]
- Nová trpělivost: Hranice ustupují (2007)
- Jaroslav Valečka (2007) – за художника Ярослав Валечка
- Radim Malát (2007)
- Slovem i obrazem (2008)
- Ohlédnutí za dílem Dobroslava Folla (2008)
- Normální malba (2009)
- Věra Sládková, prozaické dílo (2009) – студия за творчеството на Вера Сладкова
- TRANSFER (2008)
- Katalogy výstav Výstavní síně Chrudim (2010 – )
- STUCK!! (2014)
- Fabrika (2014) – за текстилния фабрикант Йохан Хайнрих Оферман
- Bezelstně provokativní umění Aleny Kupčíkové (2015) – за художничката Алена Купчикова